# Калинський Микола Іванович
Мико́ла Іва́нович Кали́нський (14 жовтня 1917 — 24 липня 2018, Бердичів) — радянський військовик, учасник Другої світової війни, почесний громадянин Бердичева.

## Життєпис
Народився 1917 року у селі Каленське сучасного Коростенського району. Після закінчення фельдшерської школи мав працювати лікарні селища Словечне Овруцького району, але завадила війна.
Учасник німецько-радянської війни, починав військовим фельдшером, згодом був командиром санітарного взводу повітряно-десантної бригади. У січні 1944 року брав участь у звільненні Бердичева від нацистів. Закінчив війну капітаном медичної служби, командир санітарного взводу 33-го полку 117-ї гвардійської Бердичівської дивізії.
По закінченні війни проживає у Бердичеві, працював в органах МВС — завідувач санітарних частин табору військовополонених, по тому — у виправно-трудових колоніях. Демобілізувавшись, працював у Бердичівській центральній міській лікарні. Пізніше призначений завідувачем здоровпункту цегельного заводу. В АТП-11837 відпрацював двадцять чотири роки.
Вийшовши на пенсію, проживав з донькою Лідією та зятем Сергієм.

### Нагороди та вшанування
- ордени Вітчизняної війни 2 ступеня
- орден Червоної Зірки
- орден Богдана Хмельницького
- орден «За мужність»
- медаль «За бойові заслуги»
- медаль «За оборону Києва»
- медаль «За оборону Кавказу»
- медаль «За перемогу над Німеччиною»
- медаль «За взяття Берліна»
- медаль «За визволення Праги»
- ювілейні бойові нагороди та трудові
- почесний громадянин Бердичева (рішення міської ради від 20 квітня 1998 року № 184)